# Marko Mrnjavčević
Marko Mrnjavčević (en serbio: Марко Мрњавчевић) (en búlgaro: Марко Мърнявчевич); c. 1335-17 de mayo de 1395) fue por derecho el rey de los serbios de 1371 a 1395, mientras que de hecho gobernó sobre un territorio en el oeste de la región de Macedonia centrado en la ciudad de Prilep. Se le conoce como «Príncipe Marko» (en serbio: Краљевић Марко, Kraljević Marko) y «Rey Marko» (en búlgaro: Крали Марко; en macedonio: Kрaле Марко) en la tradición oral de los eslavos meridionales, en la cual se había convertido en un importante personaje durante el período de dominación otomano sobre los Balcanes. Su padre, Vukašin, compartió el poder con el zar serbio Esteban Uroš V, cuyo reinado se caracterizó por la debilidad de la autoridad central y la desintegración gradual del Imperio feudal serbio. Las posesiones de Vukašin incluían territorios en el oeste de Macedonia, Kosovo y Metohija. En 1370 o 1371, su padre lo coronó «rey joven»; este título incluía la posibilidad de poder suceder al zar en el trono de Serbia, ya que este no tenía hijos.
El 26 de septiembre de 1371, Vukašin murió y sus fuerzas fueron derrotadas en la batalla de Maritza. Unos dos meses después, el zar Uroš murió. Esto hizo formalmente de Marko el rey del territorio serbio; sin embargo, la nobleza, que se había vuelto realmente independiente de la autoridad central, ni siquiera lo reconoció como su señor. En algún momento después de 1371, se hizo vasallo de los otomanos; para 1377, otros nobles le habían arrebatado una parte significativa del territorio que había heredado de Vukašin. El rey Marko, en realidad, llegó a ser un señor regional que gobernaba sobre un territorio relativamente pequeño en el oeste de Macedonia. Financió la construcción del monasterio de San Demetrio, cerca de Skopie (conocido en la actualidad como monasterio de Marko), que se completó en 1376. Murió el 17 de mayo de 1395, combatiendo por los otomanos contra los valacos en la batalla de Rovine.
Aunque fue un gobernante de modesta importancia histórica, Marko es un personaje importante de la tradición oral de los eslavos meridionales. Es venerado como un héroe nacional por los serbios, macedonios y búlgaros y se lo recuerda en el folclore balcánico como un protector valiente y poderoso de los débiles, que luchó contra la injusticia y se enfrentó a los turcos durante la ocupación otomana.

## Biografía

### Antes de 1371

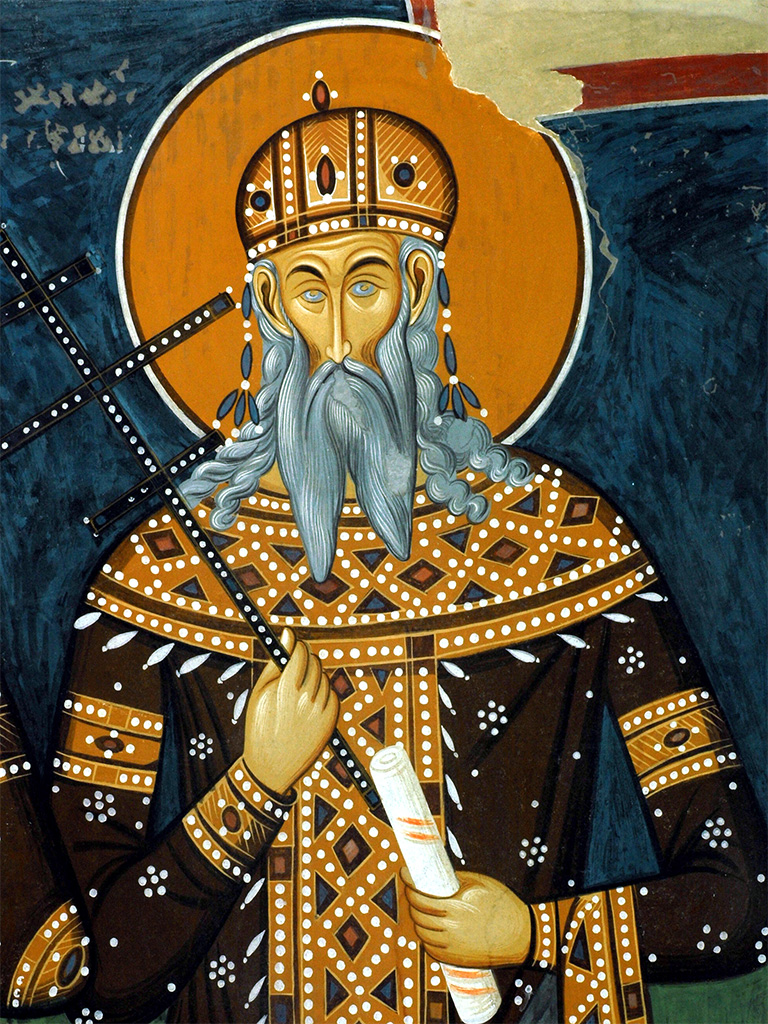
Vukašin, el padre de Marko, sobre un fresco de la iglesia de Psača, en Macedonia del Norte.

Marko nació alrededor de 1335 como el primogénito de Vukašin Mrnjavčević y su esposa Alena. El patronímico «Mrnjavčević» deriva de Mrnjava [el padre de Vukašin], descrito en el siglo xvii por el historiador raguseo Mavro Orbini como un noble menor de Zahumlia. Según Orbini, los hijos de Mrjnava nacieron en Livno, en el oeste de Bosnia, donde pudo haberse asentado después de la anexión de Zahumlia por Bosnia en 1326. La familia Mrnjavčević pudo haber apoyado posteriormente al emperador (zar) serbio Esteban Dušan en sus preparativos para la invasión de Bosnia, así como las otras familias de Zahumlia. Por temor a represalias, emigraron a Serbia antes del inicio del conflicto. Estas preparaciones pudieron haber comenzado dos años antes de la invasión, que tuvo lugar en 1350. Fue durante este año que Vukašin, el padre de Marko, es mencionado por primera vez en escrito. El texto en cuestión dice que fue hecho gobernador (župa) de Prilep por Dušan, ciudad que fue conquistada por Serbia a los bizantinos en 1334 junto con otras partes de la región de Macedonia. En 1355, el emperador murió de un ataque al corazón cuando contaba con unos cuarenta y siete años.
Dušan fue sucedido por su hijo de diecinueve años, Uroš, que pareció ver en Marko Mrnjavčević un hombre de confianza. El nuevo emperador lo nombró para encabezar una embajada a Ragusa (la actual Dubrovnik en Croacia) a finales de julio de 1361 para negociar la paz entre el Imperio serbio y la República de Ragusa, un conflicto que estalló a principios de ese año. Aunque no pudo hacer la paz, Marko consiguió negociar la liberación de los comerciantes serbios de Prizren que habían sido retenidos como prisioneros por los raguseos y se les permitió retirar el dinero depositado en la ciudad para sus familias. El relato de esa embajada en un documento de la ciudad contiene la referencia más antigua que se tiene de Marko Mrnjavčević. Una inscripción en 1356 sobre el muro de una iglesia en la región macedonia de Tikveš, menciona a un Nikola y a un Marko como gobernadores de aquella región, pero la identidad de este personaje es incierto.

Los Balcanes occidentales en torno al 1360.

La muerte de Dušan fue seguida por el incremento de actividades separatistas en el Imperio serbio. Los territorios del suroeste, como Epiro, Tesalia, y las tierras en el sur de Albania, se separaron en 1357. Sin embargo, el núcleo del Estado (las tierras occidentales, incluyendo Zeta y Travunia con el alto valle del río Drina; las tierras de Serbia central; y Macedonia), siguió siendo leal a Uroš, el nuevo emperador. Sin embargo, la nobleza local mostró una independencia cada vez mayor frente a su emperador incluso en aquellas regiones que todavía estaban controladas por el gobierno central. El monarca serbio fue débil e incapaz de contrarrestar estas tendencias separatistas, convirtiéndose en un poder inferior en sus propios dominios. Los nobles serbios también combatían unos con otros por territorio e influencia.
Vukašin Mrnjavčević era un político hábil y poco a poco asumió el papel principal en el imperio. En agosto o septiembre de 1365 Uroš lo coronó como rey, y lo hizo su cogobernante. Para 1370, el patrimonio potencial de Marko se incrementó cuando su padre extendió sus posesiones personales desde Prilep más allá de Macedonia, Kosovo y Metojia, adquiriendo Prizren, Pristina, Novo Brdo, Skopie y Ohrid. En una carta que firmó como «señor de los serbios y las tierras griegas, y de las provincias occidentales», el 5 de abril de 1370, Vukašin menciona a su esposa, la reina Alena e hijos Marko y Andrijaš. A finales de 1370 o comienzos de 1371, Mrnjavčević coronó a su hijo «rey joven». Este título era concedido a los herederos presuntos de los reyes serbios para asegurar su sucesión al trono. Debido a que Uroš no tenía hijos, Marko podía convertirse así en su sucesor, comenzando una nueva dinastía de soberanos serbios, y marcaría el final de la dinastía Nemanjić, que había gobernado el país por doscientos años. La mayoría de los nobles serbios no estuvieron contentos con la situación, y esto fortaleció sus deseos de independencia de la autoridad central.
Vukašin también buscó una esposa con buenas conexiones para su hijo mayor. Una princesa de la noble familia croata de los Šubić de Dalmacia fue enviada por su padre, Grgur, a la corte de su pariente Tvrtko I, el señor (ban) de Bosnia, con el fin de que fuera educada y casada por la madre de este, Jelena Šubić. Esta última era la hija de Jorge II Šubić, cuyo abuelo materno era el rey serbio Dragutin Nemanjić. El ban y su madre aprobaron la idea de Vukašin de unir a la princesa Šubić con su hijo, y el matrimonio estuvo a punto de concertarse. Sin embargo, en abril de 1370, el papa Urbano V envió una carta a Tvrtko en la cual prohibía el matrimonio de una católica con el «hijo de su magnificencia el Rey de Serbia, un cismático» (filio magnifici viri Regis Rascie scismatico). El papa también notificó al rey Luis I de Hungría, el señor nominal del ban, de la inminente «ofensa a la fe cristiana», y el matrimonio jamás llegó a realizarse. Marko finalmente se casó con Jelena (hija de Radoslav Hlapen, el señor de Veria y Édessa y el más importante noble serbio en el sur de Macedonia).
Durante la primavera de 1371, Marko participó en los preparativos para una campaña contra Nikola Altomanović, el principal señor en el oeste del imperio. La campaña fue planificada de modo conjunto por el rey Vukašin y Đurađ I Balšić, señor de Zeta (que estaba casado con Olivera, la hija del rey). En julio de ese año padre e hijo acamparon con su ejército frente a Escútari, en el territorio de Balšić, dispuestos a liderar una ofensiva sobre Onogošt, en las tierras de Altomanović. El ataque jamás se produjo, ya que los otomanos estaban amenazando las tierras del déspota Jovan Mrnjavčević (señor de Serres y hermano menor del monarca serbio) y las fuerzas de los Mrnjavčević se dirigieron rápidamente hacia el este. Después de buscar aliados en vano, los hermanos entraron en el territorio otomano controlado. En la batalla de Maritza, el 26 de septiembre de 1371, los turcos aniquilaron al ejército serbio; los cuerpos de Vukašin y Jovan nunca fueron hallados. El lugar de la batalla, cerca del pueblo de Ormenio en el actual oeste de Grecia, desde entonces ha sido llamado como Sırp Sındığı («Derrota Serbia») en turco. El resultado de la batalla de Maritza tuvo grandes consecuencias para la región, dado que había abierto los Balcanes a los turcos.

### Después de 1371

El Reino de Prilep, uno de los Estados serbios en los que se disolvió el anterior Imperio serbio en el siglo xiv.

Cuando su padre murió, el «rey joven» se convirtió en rey y cogobernante con el emperador Uroš. Sin embargo este último murió el 2 o 4 de diciembre de 1371, y Marko se convirtió de iure en el soberano de Serbia. No obstante, los nobles serbios se negaron a reconocerlo, y los movimientos separatistas continuaron aumentando. Después de la derrota de su familia y la destrucción de sus ejércitos, la casa de Mrnjavčević perdió su poder. Los señores de Marko aprovecharon la situación para tomar partes significativas de su patrimonio. En 1372, Đurađ I Balšić tomó Prizren y Peć, y Lazar Hrebeljanović ocupó Pristina. Finalmente, en 1377, Vuk Branković, otro noble, se había apoderado de Skopie y el magnate albanés Andrea Gropa se hizo prácticamente independiente en Ohrid; sin embargo, pudo haber seguido siendo su vasallo como lo había sido de Vukašin. El yerno de Gropa, Ostoja Rajaković del clan de Ugarčić de Travunia, era un pariente de Marko. Fue uno de los nobles serbios de Zahumlia y Travunia (principados adyacentes a la actual Bosnia y Herzegovina) que recibieron tierras en las zonas recién conquistadas de Macedonia durante el reinado del emperador Dušan.
La única ciudad importante que permanecía en poder del rey era Prilep, donde su padre había comenzado su ascenso al poder. El rey Marko era un príncipe menor que administraba un pequeño Estado en el oeste de Macedonia, que limitaba al norte con Skopie y los montes Šar, al este por los ríos Vardar y el Crna, y al oeste por Ohrid. Los límites en el sur son inciertos. El rey ni siquiera era el único señor en su dominio, ya que compartía el poder con su hermano menor Andrijaš, que también poseía su propio feudo en el pequeño reino. Su madre, Alena había tomado los hábitos monásticos luego de la muerte de su marido, adoptando el nombre de Jelisaveta, pero fue cogobernante con su segundo hijo [Andrijaš] algún tiempo después de 1371. Otro hermano, Dmitar, vivía en las tierras de Andrijaš. Todavía había otro hermano, Ivaniš, del cual se sabe poco. La fecha en la que Marko se convirtió en vasallo otomano es desconocida, pero esto probablemente no se produjo inmediatamente después de la batalla de Maritza.

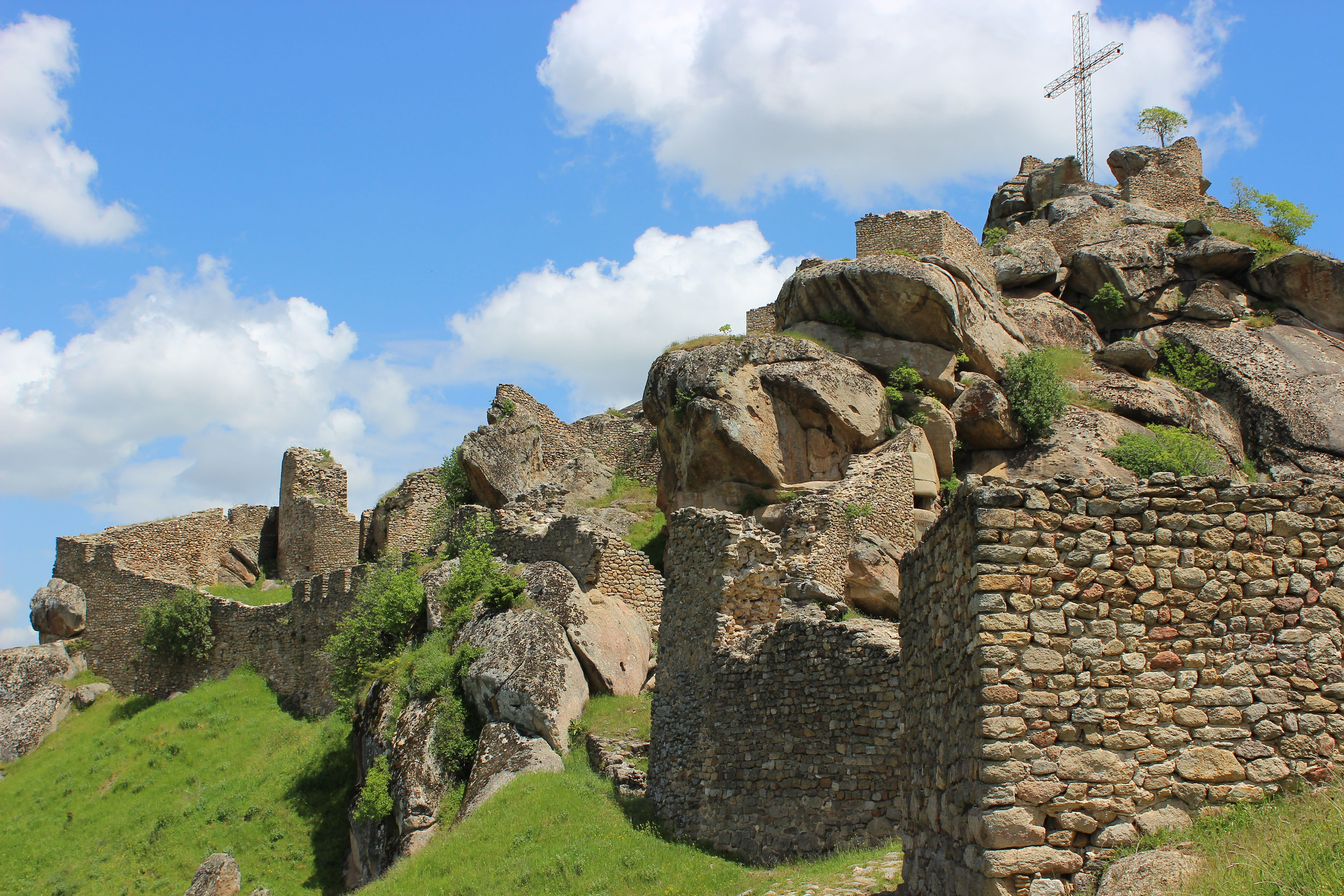
Las ruinas de la fortaleza de Marko sobre Prilep, conocidas como las Markovi Kuli, las «torres de Marko».

En algún momento se separó de Jelena y vivió con Todora, la esposa de un hombre llamado Grgur, y su esposa fue devuelta con su padre a Veria. Luego buscó reconciliarse con su esposa, pero debió enviar primero a su amante con su suegro. Dado que el territorio de Mrnjavčević limitaba al sur con las tierras de Hlapen, la reconciliación pudo haber sido política. El escriba Dobre, un súbdito de Marko, transcribió un libro litúrgico para la iglesia del pueblo de Kaluđerec, y cuando terminó, compuso una inscripción que comienza de la siguiente manera:
| Слава сьвршитєлю богѹ вь вѣкы, аминь, а҃мнь, а҃м. Пыса сє сиꙗ книга ѹ Порѣчи, ѹ сєлѣ зовомь Калѹгєрєць, вь дьны благовѣрнаго кралꙗ Марка, ѥгда ѿдадє Ѳодору Грьгѹровѹ жєнѹ Хлапєнѹ, а ѹзє жєнѹ свою прьвовѣнчанѹ Ѥлєнѹ, Хлапєновѹ дьщєрє. | Gloria a Dios el Finalizador eternamente y para siempre, amén, amén, amén. Este libro fue escrito en Porečje, en el pueblo llamado Kaluđerec, en los días del piadoso rey Marko, cuando entregó a Todora la esposa de Grgur a Hlapen, y tomó de nuevo a su primera esposa Jelena, la hija de Hlapen. |  |

La fortaleza de Marko se encontraba sobre una colina al norte de la actual Prilep; sus restos parcialmente conservados son conocidos como Markovi Kuli («torres de Marko»). Debajo de la fortaleza está el pueblo de Varoš, sitio de la Prilep medieval. En el pueblo se encuentra el monasterio de San Miguel, reformado por Marko y su padre, y cuyos retratos se encuentran en las paredes de la iglesia del monasterio. También fue el fundador (ktetor) de la iglesia del Santo Domingo en Prizren, que fue completada en 1371, poco antes de la batalla de Maritza. En la inscripción sobre la entrada de la iglesia, Marko es llamado «rey joven».
El monasterio de San Demetrio, popularmente conocido como monasterio de Marko, está en el pueblo de Markova Sušica (cerca de Skopie) y fue construido desde alrededor de 1345 a 1376 (o 1377). Los reyes Mrnjavčević, sus ktetors, están representados en la entrada sur de la iglesia del monasterio. Marko es un hombre de aspecto austero en ropa púrpura, que lleva una corona adornada con perlas. Con la mano izquierda sostiene un rollo, cuyo texto comienza: «Yo, en Cristo Dios el piadoso rey Marko, construí e inscribí este templo divino...» En su mano derecha, sostiene un cuerno que simboliza el cuerno de aceite con el cual los reyes del Antiguo Testamento eran ungidos en su coronación. Se dice que es representado así como el rey escogido por Dios para conducir a su pueblo a través de la crisis luego de la batalla de Maritza.
Marko acuñó su propio dinero, en común con su padre y otros nobles serbios de la época. Sus monedas de plata pesaban 1,11 gramos, y se producían en tres tipos. En dos de ellas, el anverso figura un texto de cinco líneas: ВЬХА/БАБЛГОВ/ѢРНИКР/АЛЬМА/РКО («En Cristo Dios, el piadoso rey Marko»). En el primer tipo, el reverso representa a Cristo sentado en un trono; en el segundo, Cristo está sentado en una mandorla. En el tercer tipo, el reverso representa a Cristo en una mandorla; el anverso figura el texto de cuatro líneas БЛГО/ВѢРНИ/КРАЛЬ/МАРКО («piadoso rey Marko»), que Marko también uso en la inscripción de la iglesia. Omite la designación territorial de su título, probablemente en reconocimiento tácito de su limitado poder. A pesar de que su hermano Andrijaš también acuñó sus propias monedas, la oferta de dinero en el territorio gobernado por los hermanos Mrnjavčević consistía principalmente en las monedas acuñadas por el rey Vukašin y el zar Uroš. Alrededor de 150 de las monedas de Marko sobreviven en colecciones numismáticas.
Para 1379, Lazar Hrebeljanović, el señor de la región de Pomoravlje, emergió como el noble más poderoso. Aunque se proclamó autocrátor de todos los serbios (самодрьжць вьсѣмь Србьлѥмь), no fue lo suficientemente fuerte como para unir todas las tierras bajo su autoridad. Las familias Balšić y Mrnjavčević, Constantino Dragaš (un Nemanjić por su madre), Vuk Branković y Radoslav Hlapen gobernaban sus feudos sin consultar a Lazar. Además de Marko, Tvrtko I fue coronado rey de los serbios y de Bosnia en 1377 en el monasterio de Mileševa. Relacionado por vía materna con la dinastía Nemanjić, Tvrtko se había apoderado de las porciones occidentales del anterior Imperio serbio en 1373.
El 15 de junio de 1389, las fuerzas serbias, conducidas por Lazar, Vuk Branković, y un vasallo del monarca bosnio, Vlatko Vuković de Zahumlia, se enfrentaron al ejército otomano del sultán Murad I en la batalla de Kosovo, la batalla más conocida en la historia medieval de Serbia. Con la mayor parte de los dos ejércitos aniquilados y sus principales jefes muertos, el resultado de la batalla no fue concluyente. Sin embargo, las restantes fuerzas serbias eran insuficientes como para defender sus tierras, mientras que los turcos todavía tenían muchas tropas en el este. Como resultado, los principados que no eran vasallos de los otomanos llegaron a serlo durante los siguientes años.
En 1394, un grupo de vasallos otomanos en los Balcanes renunciaron a su vasallaje. Aunque Marko no estaba entre ellos, sus hermanos menores Andrijaš y Dmitar se negaron a permanecer bajo el dominio turco. Ellos emigraron al reino de Hungría, y entraron al servicio del rey Segismundo. Viajaron a través de Ragusa, donde retiraron dos tercios del depósito de su difunto padre de 96.73 kilogramos (213,3 libras) de plata, y dejaron el tercio restante para su hermano. Aunque Andrijaš y Dmitar fueron los primeros nobles serbios en emigrar a Hungría, la migración serbia hacia el norte continuaría durante la ocupación otomana.
En 1395 los turcos atacaron Valaquia para castigar a su gobernante, Mircea I, por sus incursiones en su territorio. Tres vasallos serbios combatieron en el bando otomano: Marko, Constantino Dragaš y Esteban Lazarević (hijo y heredero de Lazar). La batalla de Rovine ocurrió el 17 de mayo de 1395, fue un triunfo para los valacos; Mrnjavčević y Dragaš murieron.  Después de sus muertes los turcos anexaron sus tierras, combinándolos en una provincia otomana centrada en Kyustendil. Treinta y seis años después de la batalla, Constantino de Kostenets escribió la Vida del Déspota Stefan Lazarević y registró lo que Marko Mrnjavčević dijo a Dragaš en la víspera de la batalla: «Le pido al Señor ayudar a los cristianos, no importa si soy el primero en morir en esta guerra».

## En la poesía popular

### En la poesía épica serbia

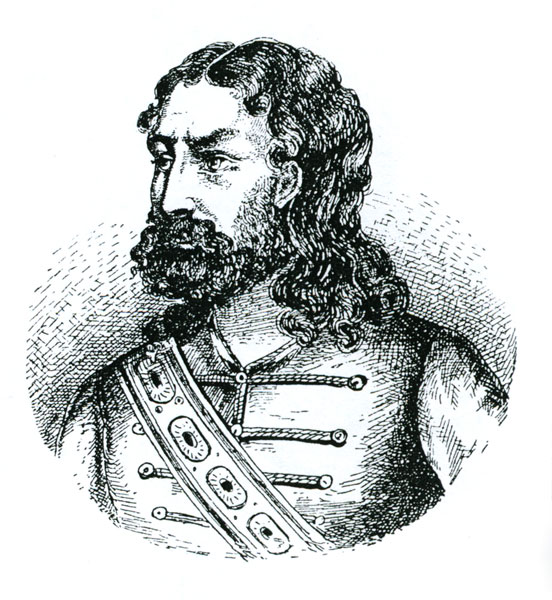
Xilografía de Marko Mrnjavčević (siglo xix) hecho por un artista desconocido.

Marko Mrnjavčević es el héroe más popular de la poesía épica serbia, en la cual es llamado «Kraljević Marko» (con la palabra kraljević que significa «príncipe» o «hijo del rey»). Este título informal se aplicaba a los hijos del rey Vukašin en fuentes contemporáneas como un apellido (Marko Kraljević), y fue adoptado por la tradición oral serbia como parte del nombre de Mrnjavčević.
Los poemas sobre Kraljević no siguen una trama; lo que les une en un ciclo poético es el héroe mismo, con sus aventuras iluminando su carácter y personalidad. El épico Marko tuvo una esperanza de vida de trescientos años; los héroes de los siglos xiv y xvi que aparecen como sus compañeros y aliados incluyen a Miloš Obilić, Relja Krilatica, Vuk el Dragón Ardiente y Janko Sibinjanin y su sobrino, Banović Sekula. Muy pocos hechos históricos sobre Marko se pueden encontrar en los poemas, pero reflejan su conexión con la desintegración del Imperio serbio y su vasallaje a los otomanos. Estaban compuestos por poetas anónimos serbios durante la ocupación otomana de su país. Según el eslavista estadounidense George Rapall Noyes, ellos «combinan el pathos trágico con la comedia casi obscena de la manera digna de un dramaturgo isabelino».

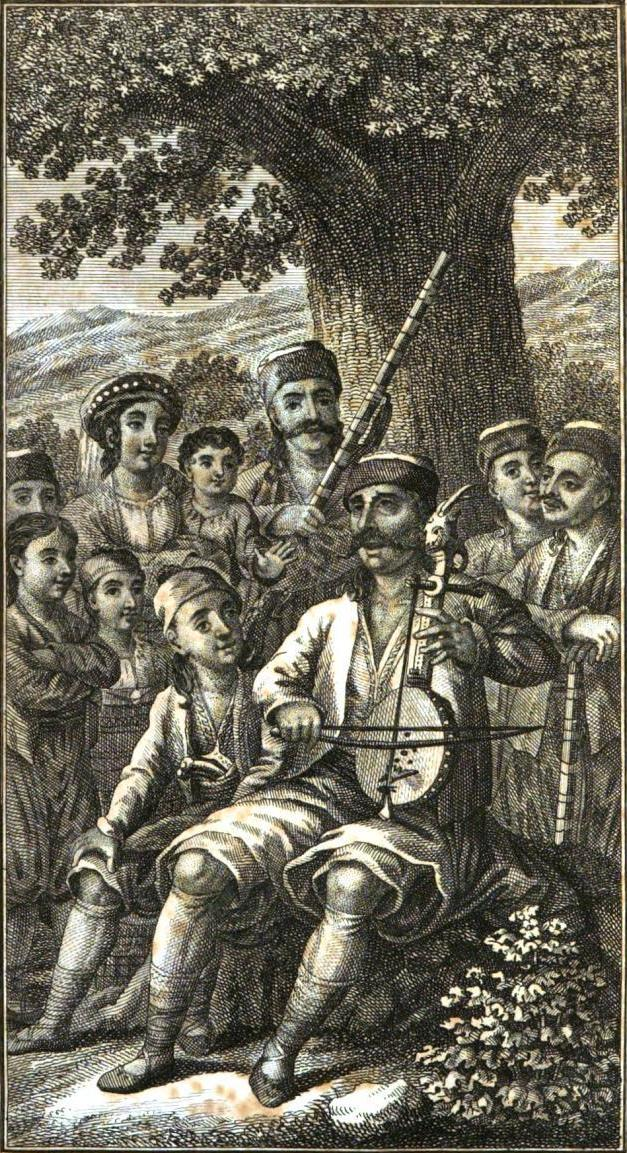
Un cantante herzegovino con una guzla (dibujo de 1823). Los poemas épicos serbios eran cantados y acompañados a menudo por este instrumento tradicional.

La poesía épica serbia está de acuerdo en que el rey Vukašin era su padre. Su madre en los poemas es Jevrosima, hermana del vaivoda Momčilo, el señor de la fortaleza de Pirlitor (en el monte Durmitor en la Antigua Herzegovina). Momčilo es descrito como un hombre de inmenso tamaño y fuerza con atributos mágicos: con un caballo alado y un sable con ojos. El rey lo asesinó con la ayuda de la joven esposa del vaivoda, Vidosava, a pesar del intento de sacrificio su hermana para salvarlo. En lugar de casarse con la viuda (el plan original), Vukašin mató a la traicionera mujer. Llevó a Jevrosima de Pirlitor a su ciudad capital, Skadar, y se casó con ella de acuerdo con el consejo del moribundo Momčilo. Ella le dio dos hijos, Marko y Andrijaš, y el poema que relata estos eventos dicen que Kraljević se parecía a su tío. Este personaje épico corresponde históricamente con el bandolero y mercenario búlgaro Momchil, que estaba al servicio del emperador serbio Dušan; que luego se convirtió en déspota y murió en la batalla de Periteorion en 1345. Según otro relato, Marko y Andrijaš fueron criados por una veela (ninfa eslava de las montañas) casada con el rey Vukašin luego que este la hubiera capturado cerca de un lago y le quitara las alas para que no pudiera escapar.
A medida que Marko crecía, se volvió impetuoso; su padre dijo una vez que no tenía control sobre su hijo, que iba donde quería, bebía y peleaba. se convirtió en un hombre grande, fuerte, con un aspecto aterrador, que también era algo cómico. Llevaba una gorra de piel de lobo calado que cubrían sus ojos oscuros, un bigote negro que era del tamaño de una oveja de seis meses de edad, y su capa era de piel de lobo tupido. Tenía un sable de acero de Damasco oscilando en su cintura, y una lanza colgada a la espalda. Su maza  pesaba 66 ocas (85 kilogramos (187 libras) y la colgaba en el lado izquierdo de la silla de montar, equilibrada por una bota de vino bien llena en el lado derecho de la silla de montar. Su agarre era lo suficientemente fuerte como para exprimir gotas de agua de una pieza de madera de cornejo seco. Kraljević derrotó a una serie de campeones ante difíciles circunstancias.
El inseparable acompañante del héroe es su poderoso caballo pinto parlante Šarac. Marko siempre compartía con él su vino a partes iguales. El caballo podía saltar la altura de tres lanzas y la longitud de cuatro hacia delante, lo que permitió a Marko capturar a la peligrosa y sigilosa veela Ravijojla. Ella se convirtió en su hermana de sangre y prometió ayudarle cuando estuviera en graves aprietos. Cuando Ravijojla le ayudó a matar al monstruoso Musa Kesedžija de tres corazones (que casi le vence), se apenó por haber matado a un hombre mejor que él.

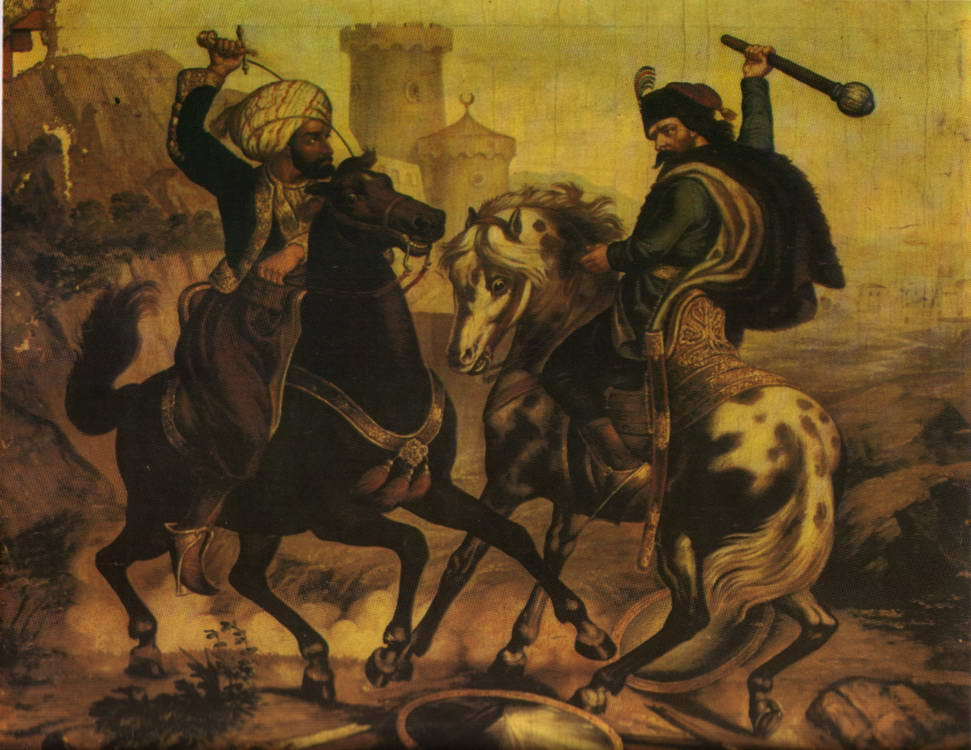
El Príncipe Marko y Musa Kesedžija, pintura de Vladislav Titelbah (1900). Marko es el personaje de la derecha.

Marko es retratado como un protector de los débiles e indefensos, un luchador contra los agresores turcos y la injusticia en general. Era un guardián idealizado de las normas patriarcales y naturales: en un campamento militar turco, decapitó al turco que mató deshonrosamente a su padre. Abolió el tributo sobre el matrimonio al matar al tirano que lo había impuesto a la población de Kosovo. Salvó la hija del sultán de un matrimonio no deseado después que esta le rogara ayuda. Rescató a tres vaivodas serbios (sus hermanos de sangre) de una mazmorra y ayudó a los animales en peligro. Marko era un salvador y benefactor de las personas, y un promotor de la vida; «El Príncipe Marko es recordado como un día hermoso en el año».
La característica de Marko Kraljević era su veneración y amor por su madre, Jevrosima; a menudo buscaba su consejo, incluso si estos iban en contra de sus propios deseos. Ella vivía con su hijo en su mansión de Prilep, su estrella polar que lo guiaba alejándolo del mal hacia el bien y en el camino del perfeccionamiento moral y las virtudes cristianas. La honestidad y el valor moral de Marko son dignos de mención en un poema en el que era la única persona que conocía el testamento del fallecido Dušan con respecto a su heredero. Marko se negó a estar a favor de los pretendientes, su padre y sus tíos. Siguiendo la voluntad del fallecido emperador nombró al hijo de este, Uroš, como heredero al trono de Serbia. Esto casi le costó la vida, ya que su padre trató de matarlo.
Marko es también representado como un leal vasallo del sultán otomano, combatiendo para proteger el potentado y su imperio de los forajidos. Cuando era convocado por el sultán, participaba en las campañas militares turcas. Incluso en esta relación, sin embargo, la personalidad y el sentido de dignidad de Kraljević eran evidentes. Ocasionalmente incomodaba al sultán, y las reuniones entre ellos por lo general terminaban así:
| Цар с' одмиче, а Марко примиче, Док доћера цара до дувара; Цар се маши у џепове руком, Те извади стотину дуката, Па их даје Краљевићу Марку: "Иди, Марко, напиј ми се вина." | El sultán caminaba y Marko lo seguía, Llevándolo incluso hasta una pared; En ese momento el sultán puso la mano en el bolsillo Y sacó cien ducados, Y se los dio a Kraljević Marko. «Vamos, Marko», dijo él, «llénate de vino». |  |

La fidelidad de Marko era combinada con la noción de que el sirviente era más que su señor, como los poetas serbios presentaban a sus conquistadores. Este doble aspecto de Marko puede explicar su condición heroica; para los serbios era «el orgulloso símbolo expresivo del espíritu inquebrantable que vivió a pesar del desastre y la derrota», según el traductor de poemas épicos serbios David Halyburton Low.
En batalla, Marko utilizaba no solo su fuerza y destreza, sino la astucia y el engaño. A pesar de sus cualidades extraordinarias no es representado como un superhéroe o un dios, sino como un hombre mortal. Tenía oponentes que lo superaban en valor y fuerza. En ocasiones era caprichoso, malhumorado o cruel, pero sus rasgos predominantes eran la honestidad, la lealtad y la bondad fundamental.
Con su apariencia y comportamiento cómico, y su observación en detrimento de sus oponentes, Marko es el personaje más humorística en la poesía épica serbia. Cuando un moro lo golpeó con una maza, dijo entre risas, «¡O valiente negro moro! ¿Estás bromeando o golpeando en serio?» Jevrosima aconsejó a su hijo una vez que cesara sus aventuras sangrientas y arara los campos en su lugar. Obedeció de una manera humorística, arando los caminos del sultán en lugar de los campos.  Un grupo de jenízaros turcos con tres paquetes de oro gritaron que se detuviera de hacer eso. Les advirtió de mantenerse alejados de los surcos, pero rápidamente se cansó de argumentar:
| Диже Марко рало и волове, Те он поби Турке јањичаре, Пак узима три товара блага, Однесе их својој старој мајци: "То сам тебе данас изорао." | Balanceó el arado y los bueyes en lo alto, Y mató con ella a los jenízaros turcos. Luego tomó las tres cargas de oro, Y las llevó a su madre, «He aquí», dijo él, «lo que he arado para usted el día de hoy». |  |

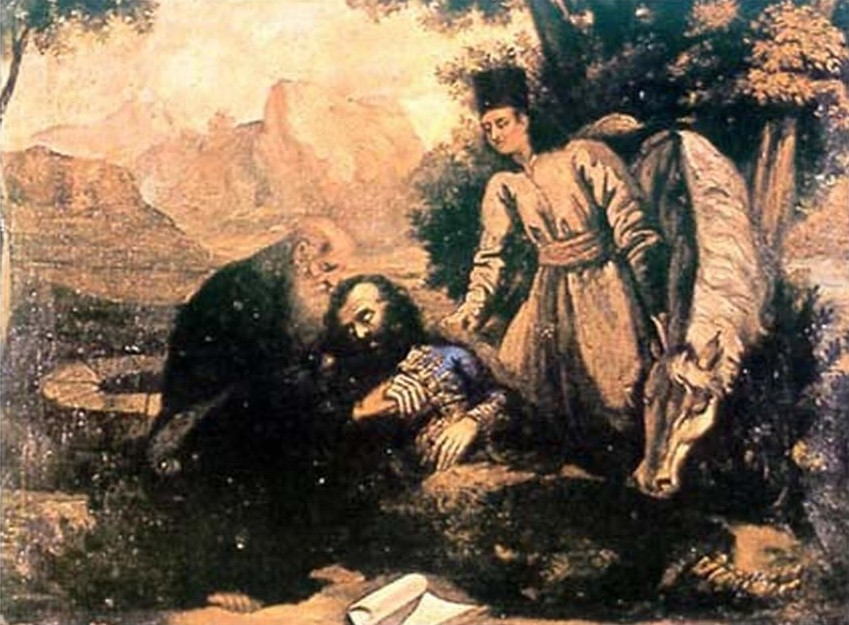
La muerte del Príncipe Marko, pintura de Novak Radonić (1848).

Marko tenía trescientos años y cabalgó sobre Šarac, que tenía ciento sesenta años, por la orilla del mar hacia el monte Urvina cuando una veela le dijo que iba a morir. Kraljević luego se inclinó sobre un pozo y no vio ningún reflejo de su cara en el agua; la hidromancia confirmó las palabras de la veela. Mató a Šarac para lo que los turcos no lo usaran para trabajos domésticos, y dio a su querido compañero un buen entierro. Rompió su espada y su lanza, y arrojó su maza en alta mar antes de acostarse a morir. Su cuerpo fue encontrado siete días más tarde por el abad Vaso y su diácono, Isaija. Vaso llevó su cuerpo al Monte Athos, y lo enterró en el monasterio de Hilandar en una tumba sin nombre.

### En la poesía épica búlgara y macedonia

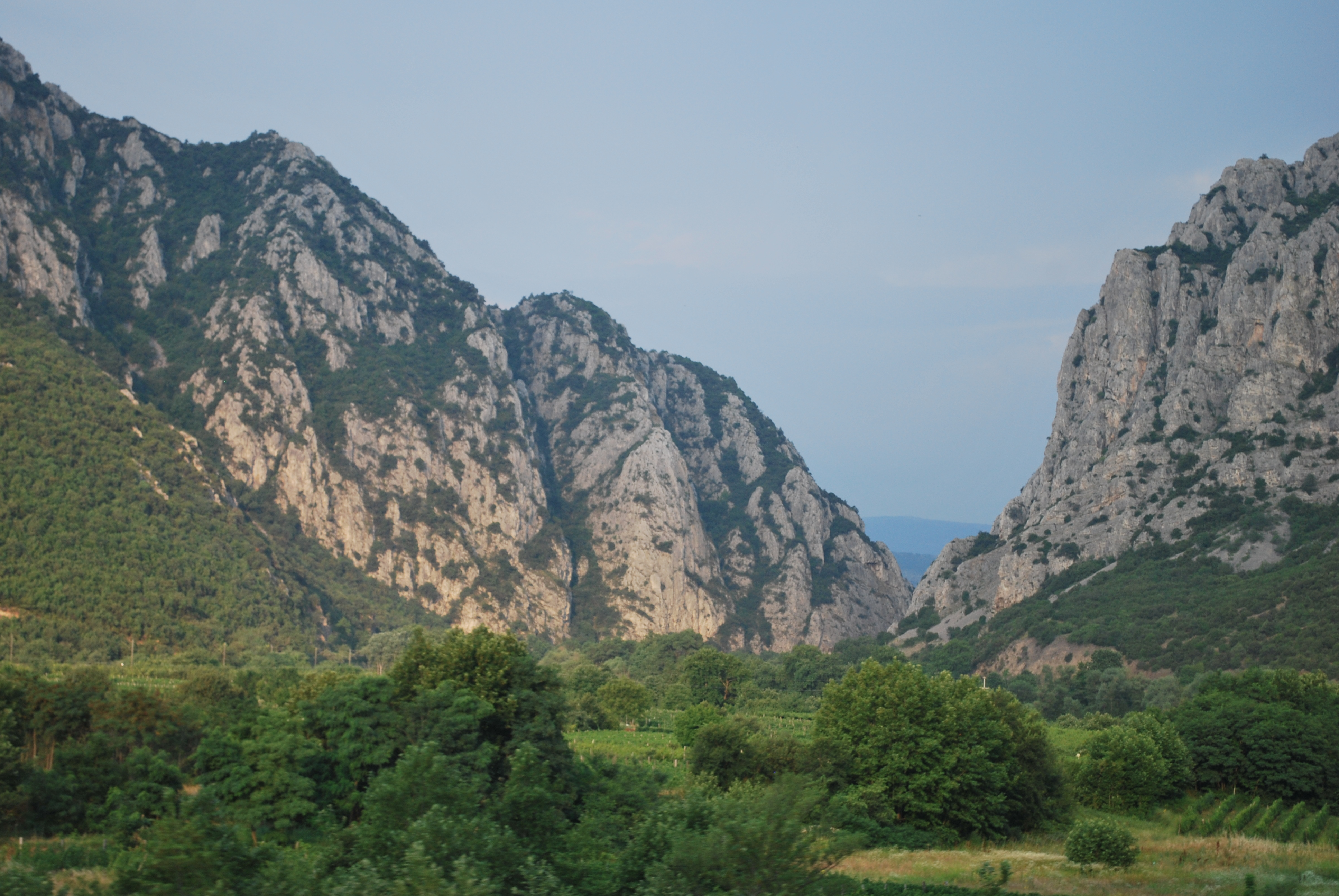
El desfiladero de Demir Kapija, en Macedonia del Norte que, según la leyenda, Marko creó de un tajo con la espada.

«Krali Marko» ha sido uno de los personajes más populares del folclore búlgaro durante siglos. Los cuentos épicos búlgaros en general (y aquellos sobre Marko en particular) parecen provenir de la parte suroeste de la región búlgara, principalmente en la actual Macedonia del Norte. Por lo tanto, los cuentos son también parte de la herencia étnica de Macedonia del Norte.
Según leyenda local su madre fue Evrosiya (Евросия), hermana del vaivoda búlgaro Momchil (que gobernó un territorio en las montañas Ródope). Durante su nacimiento aparecieron tres narecnitsi (hadas hechiceras), prediciendo que iba a ser un héroe y reemplazaría a su padre (el rey Vukašin). Cuando el rey oyó esto, echó a su hijo en una cesta al río para deshacerse de él. Una samodiva llamada Vila los encontró y se lo llevó, convirtiéndose en su madre adoptiva. Debido a que Marko bebió la leche de la samodiva, adquirió poderes sobrenaturales y se convirtió en un luchador por la libertad de Bulgaria contra los turcos. Tenía un caballo alado llamado Sharkolia («moteado») y una hermanastra, Gyura. Las leyendas búlgaras incorporan fragmentos de la mitología y las creencias paganas, aunque la épica de Marko fue creada tardíamente como en los siglos xiv y xviii. Krali Marko tuvo de aliados y compañero los héroes, entre otros, Reljo Shestokrili, Janko Sibinjanin y Banović Sekula.
En el folclore épico búlgaro Marko es glorificado como un protector del pueblo contra los turcos otomanos. Entre las canciones épicas búlgaras, las canciones sobre Krali Marko son comunes y cruciales. Los folcloristas búlgaros que recogen estas historias incluyen al educador Trayko Kitanchev (en la región de Resen de Macedonia occidental) y Marko Cepenkov de Prilep (en toda la región).

## En las leyendas
Las leyendas de los eslavos meridionales sobre Kraljević Marko o Krali Marko se basan principalmente en mitos mucho más antiguos que el histórico Marko. Difiere en la leyenda de los poemas populares; en algunas zonas fue imaginado como un gigante que caminaba paso a paso en las colinas, con su cabeza tocando las nubes. Se decía que había ayudado a Dios para dar forma a la tierra, y creó la garganta del río en Demir Kapija («Puerta de Hierro») con un golpe de su sable. Esto drenó el mar que cubría las regiones de Bitola, Mariovo y Tikveš en Macedonia, haciéndolos habitables. Después de formar la tierra, Marko arrogantemente hizo alarde de su fuerza. Dios lo mandó a dejar una bolsa tan pesada como la tierra en un camino; cuando trató de levantarla, perdió su fuerza y se convirtió en un hombre común y corriente.
Las leyendas también dicen que adquirió su fuerza después de ser amamantado por una veela. El rey Vukašin lo arrojó a un río porque no se le parecía, pero el niño fue salvado por un boyero (que lo adoptó, y era amamantado por una veela). En otros relatos, Marko era un pastor (o boyero), que encontró los hijos de una veela perdidos en un monte, y los protegió contra el sol (o les dio agua). Como recompensa su madre lo amamantó tres veces, y pudo levantar y lanzar una gran roca. Una versión istriana cuenta que Marko hizo una sombra para dos serpientes, en lugar de los niños. En una versión búlgara, cada uno de los tres tragos de leche que succionó del pecho de la ninfa se convirtió en una serpiente.
Marko es asociado con grandes bloques solitarios y hendiduras en las rocas; se dice que los bloques eran arrojados por él desde una colina, y las hendiduras eran sus huellas (o las huellas de los cascos de su caballo). También está relacionado con las características geográficas tales como colinas, valles, acantilados, cuevas, ríos, arroyos y arboledas, que creó o en lo que hizo algo memorable. A menudo llevan su nombre, y hay muchos topónimos —desde Istria en el oeste hasta Bulgaria en el este— que derivan de su nombre. En las historias búlgara y macedonia, Marko tenía una hermana igual de fuerte con quien competía en el lanzamiento de piedras.
En algunas leyendas, su caballo maravilla era un regalo de una veela. Una historia serbia cuenta que estaba buscando un caballo que pudiera aguantarlo. Para probar al corcel, lo agarraba por la cola y lo ondeaba sobre el hombro. Al ver un potro pinto enfermo propiedad de algunos carreteros, lo agarró por la cola, pero no pudo moverse. Compró (y curó) al potro, y lo llamó Šarac. Se convirtió en un caballo muy poderoso y compañero inseparable del héroe. Una leyenda macedonia dice que Marko, siguiendo el consejo de una veela, capturó a un caballo enfermo en una montaña y lo curó. De los parches con costras en la piel del caballo crecieron pelos blancos, y se convirtió en uno pinto.
Según la tradición popular Marko jamás murió; vive en una cueva, en una guarida cubierta de musgo o en una tierra desconocida. Una leyenda serbia relata que se enfrentó una vez en una batalla en la que tantos hombres murieron que los soldados (y sus caballos) nadaron en sangre. Levantó sus manos hacia el cielo y dijo: «¿Oh Dios, qué haré ahora?» Dios se apiadó de él, y lo transportó a una cueva (donde hundió su sable en una roca y se quedó dormido). Habiendo mucho musgo en la cueva; Šarac se lo comía poco a poco, mientras que el sable emergía lentamente de la roca. Cuando el sable se viera completamente y su caballo terminara con el musgo, Marko despertará y volverá a entrar en el mundo. Algunos supuestamente lo vieron después de descender en un pozo profundo, donde vive en una gran casa en frente de la cual ve a Šarac. Otros lo vieron en una tierra lejana, viviendo en una cueva. Según la tradición macedonia bebió del «agua de las águilas», lo que le hizo inmortal; y está con Elías en el cielo.

## Marko en la cultura moderna

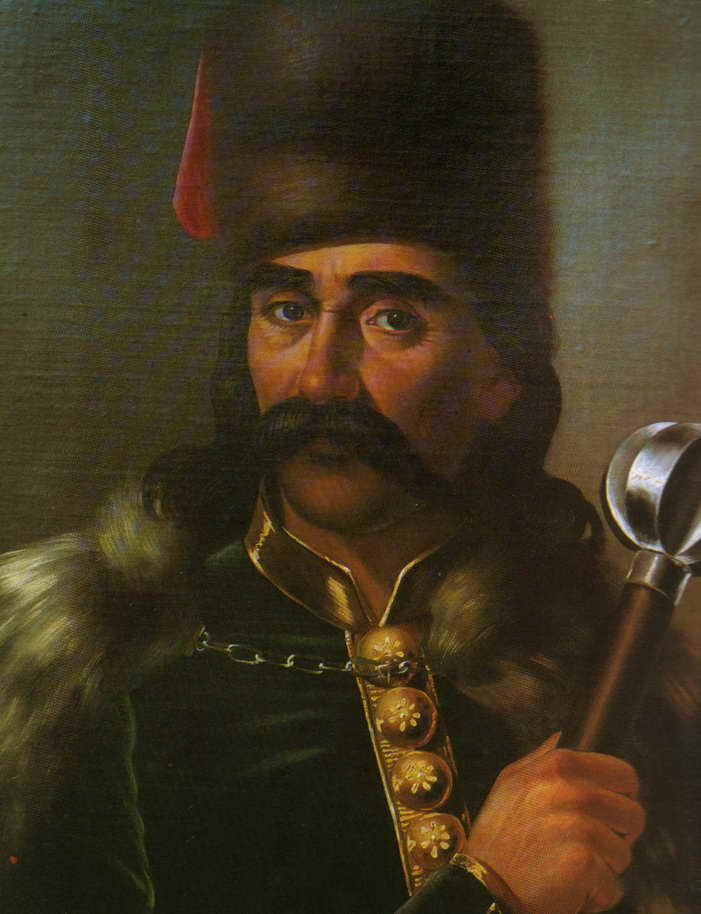
Retrato de Marko por Mina Karadžić, alrededor de 1850.

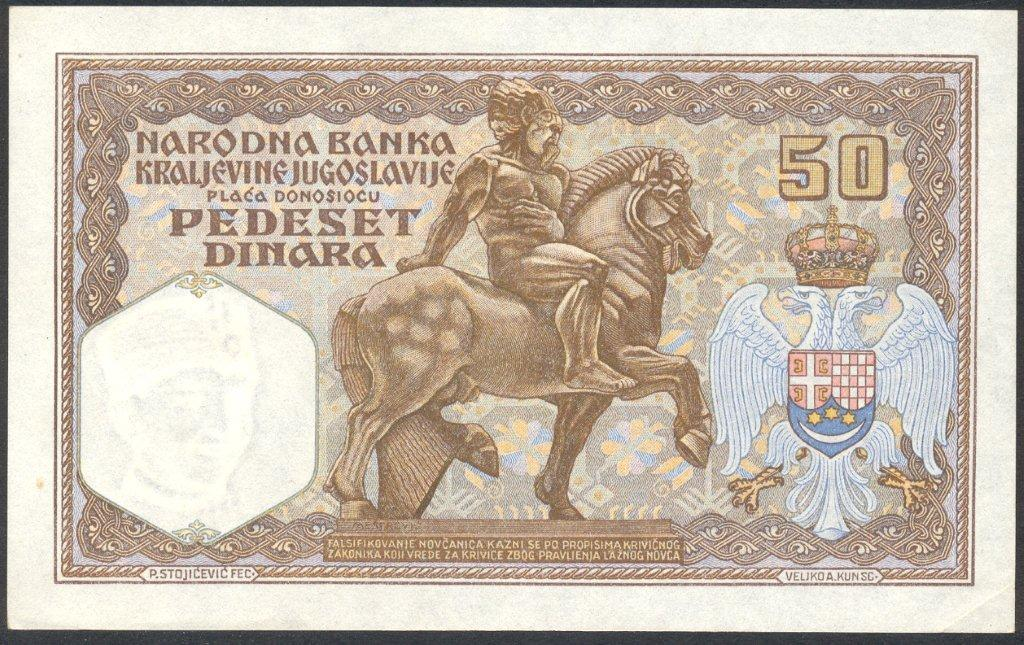
Estatua ecuestre de Marko por Ivan Meštrović en un billete de 50 dinares yugoslavos.

Durante el siglo xix, Marko Kraljević fue objeto de varias dramatizaciones. En 1831 el drama húngaro Príncipe Marko, posiblemente escrito por István Balog, se realizó en Buda y en 1838, el drama húngaro Príncipe Marko: Gran Héroe de Serbia por Celesztin Pergő fue puesta en escena en Arad. En 1848 Jovan Sterija Popović escribió la tragedia El Sueño del Príncipe Marko, en la cual la leyenda del Marko durmiente es su motivo central. Petar Preradović escribió el drama Kraljević Marko, que glorifica la fuerza de los eslavos meridionales. En 1863 Francesco dall'Ongaro presentó su drama italiano, La Resurrección del Príncipe Marko.
De todas las figuras épicas o históricas serbias, Marko es considerado como la mayor inspiración para los artistas visuales; una monografía sobre el tema enumera a 87 autores. Sus más antiguas representaciones conocidas son frescos del siglo xiv en los monasterios de Marko y Prilep. Un dibujo de Mrnjavčević del siglo xviii se encuentra en los Evangelios de Čajniče, un manuscrito medieval perteneciente a una iglesia ortodoxa serbia en Čajniče, en la región de Bosnia oriental. El dibujo es simple, único en la descripción de Marko como un santo y reminiscencia en relieves stećci. Vuk Karadžić escribió que durante su infancia vio una pintura suya llevando un buey sobre su espalda.
Las litografías de Marko Mrnjavčević del siglo xix fueron hechas por Anastas Jovanović, Ferdo Kikerec y otros. Algunos de los artistas que pintaron a Kraljević durante ese siglo fueron Mina Karadžić, Novak Radonić y Đura Jakšić. Entre los del xx están Nadežda Petrović, Mirko Rački, Uroš Predić y Paja Jovanović. La escultura de Marko montando a su caballo Šarac, obra de Ivan Meštrović, se reprodujo en un billete y en un sello yugoslavos. Entre los ilustradores modernos que lo eligieron como tema de sus obras se cuentan Alexander Key, Aleksandar Klas, Zuko Džumhur, Vasa Pomorišac y Bane Kerac.
Los motivos artísticos de las múltiples obras sobre Marko son: Marko y Ravijojla, Marko y su madre, Marko montando a Šarac, Marko disparando una flecha, Marko arando los caminos, el combate entre Marko y Musa y la muerte de Marko. Además, varios artistas han tratado de producir un retrato realista de él basándose en el aspecto que tiene en los frescos que se conservan. En 1924 la cervecería de Prilep introdujo una cerveza ligera llamada Krali Marko.